# 1098 (szám)
Az 1098 (római számmal: MXCVIII) az 1097 és 1099 között található természetes szám.

## A szám a matematikában
A tízes számrendszerbeli 1098-as a kettes számrendszerben 10001001010, a nyolcas számrendszerben 2112, a tizenhatos számrendszerben 44A alakban írható fel.
Az 1098 páros szám, összetett szám. Kanonikus alakja 21 · 32 · 611, normálalakban az 1,098 · 103 szorzattal írható fel. Tizenkét osztója van a természetes számok halmazán, ezek növekvő sorrendben: 1, 2, 3, 6, 9, 18, 61, 122, 183, 366, 549 és 1098.
76-szögszám.
Az 1098 három szám valódiosztó-összegeként áll elő, ezek az 1086, a 3025 és az 1097².

## Csillagászat
- 1098 Hakone kisbolygó